# Chroniques romanesques
Les Chroniques romanesques sont un ensemble de romans et de récits publiés par Jean Giono après la Seconde Guerre mondiale. Amorcé en 1946 avec Un roi sans divertissement, il comprend notamment Noé, Les Grands chemins, Les Âmes fortes ou Le Moulin de Pologne.
Ce cycle, qu'il est délicat de délimiter rigoureusement, forme « une série d’œuvres qui comptent parmi les plus neuves, les plus denses et les plus saisissantes de la production gionienne ». Les Chroniques annoncent les expérimentations du Nouveau Roman, en entamant déjà des « romans de la désintégration », que ce soit du récit, du narrateur ou du héros.

## Genèse desChroniques
Les Chroniques naissent à l'ombre de l'écriture du cycle du Hussard, entrepris en 1945. En 1946, Giono prévoit d'écrire une série de romans courts, plus modestes, qu'il envisage brièvement de publier en Amérique (il est à ce moment sur la liste noire du CNE et est donc interdit de publication, pendant qu'on commencer à connaître et apprécier son œuvre outre-Atlantique). Les Chroniques sont donc avant tout, à la base, un projet alimentaire. Son premier livre à porter le sous-titre "Chronique" est Un roi sans divertissement. Rapidement, d'autres chroniques vont paraître et l'ensemble s'éloigne de la visée alimentaire d'origine. 
Jean-Yves Laurichesse a souligné le lien étroit qui a existé entre les pannes de l'écriture du cycle du Hussard et l'avènement des Chroniques :
« La critique n’a peut-être pas pris toute la mesure du lien profond qui pouvait exister entre les deux phénomènes : les pannes d’écriture du Hussard et la forme très novatrice des Chroniques romanesques. On a bien sûr souligné la différence, évidente, entre ces livres écrits dans la même courte période, pour la mettre à juste titre au crédit de l’extraordinaire fécondité du romancier de cinquante ans qui construit quasiment une nouvelle œuvre, voire deux, et s’avance dans la modernité. Mais on a moins vu la relation de cause à effet, à savoir que de l’empêchement même du récit traditionnel, fût-il temporaire, pouvaient sortir les innovations les plus admirables.  »
Il faut aussi noter que, dans l'après-guerre, le terme de chronique est également employé par Guilloux, Camus ou Céline et atteste d'un recul ou d'une méfiance vis-à-vis du roman après les tragédies de la Seconde Guerre mondiale. Le terme de chronique permet de maintenir l'idée de fiction à distance et d'insister sur la dimension collective de la narration.
En 1962, pour une édition des Chroniques illustrées, Giono donne rétrospectivement une préface à l'ensemble. Ce texte court mais dense donne des éclaircissements même si Robert Ricatte montre que cette préface « propose une légende plus qu’une histoire » (Giono déclare par exemple avoir prévu le plan de l'ensemble en 1937, ce que tous les spécialistes contestent). Giono établit que les Chroniques constitue « tout le passé d’anecdotes et de souvenirs de ce "Sud imaginaire" dont [il] avai[t], par [s]es romans précédents, composé la géographie et les caractères ». Il insiste sur la dimension imaginaire de ce pays, voulant une fois de plus prévenir la confusion de ceux qui le considèrent comme un auteur régionaliste. Pour leur auteur, les Chroniques sont surtout des récits à la première personne,  dans lesquels « le drame du créateur aux prises avec le produit de sa création » a une place centrale, ce qui sera emblématiquement représenté dans Noé et Les Grands Chemins.

## Eléments de définition
« La chronique au sens traditionnel correspond à une première pratique, chronologique, de l'histoire, illustrée par les noms de Commynes et Froissart qui, au Moyen-Âge, accompagnaient les princes et consignaient ce qu'ils voyaient. Cette signification ne peut guère convenir à Giono qui ne s'intéresse pas aux dates, et donc à la chronologie, pas plus qu'aux grands de ce monde. En revanche, le côté portraits, anecdotes, couleur du jour pouvait lui plaire [...]. Comprenons donc : la chronique selon Giono est un ensemble de fait divers à travers lesquels s'expriment les passions humaines sous une forme locale accordée au paysage. »
 On peut appréhender l'ensemble des Chroniques romanesques par des critères thématiques, tonals, énonciatifs et formels.

### Le monde desChroniques
« Chroniques comprend des romans qui sans être précisément des suites sont centrés sur l’histoire familière d’un pays » 
Contrairement au cadre spatio-temporel flottant des romans d'avant-guerre, les Chroniques sont nettement plus précises des points de vue géographiques et temporels. Les récits prennent place tantôt dans le Trièves (Un roi sans divertissement), dans le Diois (Les Âmes fortes), près de Manosque et à Marseille (Noé), dans la Drôme (Les Grands Chemins)... De même, à rebours de la dimension intemporelle de ses grands romans des années 1930, les récits des Chroniques sont en général plutôt identifiables chronologiquement, tantôt pour explorer, dans une narration qui tient plus de l'exploration des mémoires que de l'histoire, le passé de ce « Haut Pays », et notamment le XIXe siècle, tantôt pour aborder les mystères de la création. 
« Ce "Sud imaginaire", il s’agit pour Giono d’en faire désormais le terrain et le terreau de « faits divers» insolites ou sanglants : disparitions, crimes, accidents spectaculaires… ». Les histoires de Chroniques sont en général sombres et inquiétantes : « Place à un monde stylisé et âpre, à des petites sociétés cruelles, jalouses où des individus pleins de mauvais sentiments cultivent des passions étranges qui ne sont pas à la portée du commun ». On peut aussi citer les mots de Laurent Fourcaut : « La solitude et l'ennui, et toutes les passions afférentes, sont au centre de ces livres où le monde est devenu peu ou prou inhabitable. D'où un changement de ton très net : au lyrisme d'antan se substitue l'ironie, qui peut se faire grinçante et prend ainsi le tragique, où se débattent des personnages assignés à un milieu clos (village, petite ville) ».

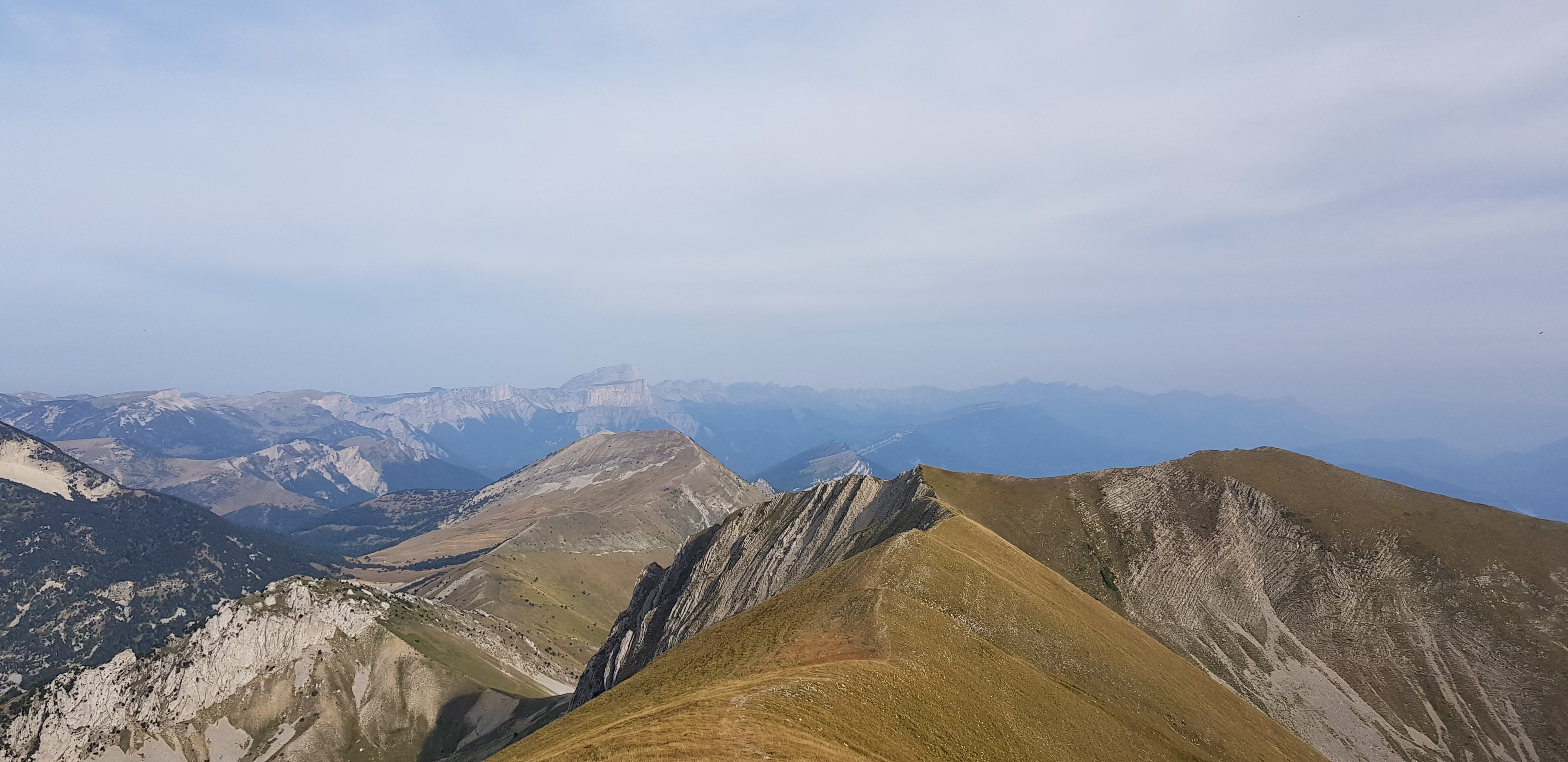
Montagnes du Trièves, cadre de plusieurs des Chroniques

La nouveauté des Chroniques est en effet aussi du côté du personnel romanesque, qui va donner une autre image de la nature humaine. Philosophiquement, les Chroniques sont en effet imprégnées des lectures de Machiavel, de Hobbes et de Pascal que Giono a faites pendant l'Occupation. Les personnages de ces textes sont obscurs, solitaires et hors du commun : la plupart sont des monstres, au sens étymologique, des "âmes fortes". « Cette vision fort noire de l’âme humaine, au total, fait des Chroniques romanesques l’envers négatif du "Cycle du Hussard", où persiste à travers la figure d’Angelo l’idéalisation du héros. ». Henri Godard parle, pour désigner l'ensemble, de romans qui « racontent l'histoire de passions vécues comme des défis ».

### Des opéras-bouffe?
Si les récits des Chroniques sont obscurs et racontent souvent des événements tragiques, ce ne sont pas pour autant des textes où dominent la gravité et le pathétique mais plutôt un fort contraste des tons, ce que recouvre en partie la notion d'« opéra-bouffe » qui a un temps séduit Giono pour qualifier les Chroniques.
Le terme renvoie d’abord à un contraste des tons au sens musical. Alors que, classiquement, l’opera buffa s’opposait à l’opera seria, Mozart – grande influence de Giono – mêlait les différents tons au sein de ses œuvres, ce que Giono va reprendre.
Plus largement, les Chroniques se définissent par le disparate et la dissonance, à tous les niveaux : entre les personnages, entre le drame évoqué et le ton narquois et ironique du narrateur, entre la trivialité et des scènes quasi-mythologiques. On peut résumer cela par la formule de Jacques Chabot qui définit bien cette tonalité toujours en porte-à-faux : « le grotesque face au terrible ».
Ces mélanges de tons touchent aussi la pratique - débridée - de l'intertextualité de Giono dans les Chroniques : les références classiques et érudites sont constamment subverties, parodiées et carnavalisées. Ainsi, « la dimension mémorielle qui les fonde [les Chroniques] en tant que "genre" relève avant tout de la littérature. »

### Des romans polyphoniques
Au lieu d'une narration à la troisième personne, comme c'est majoritairement le cas dans les premiers romans (à l'exception d'Un de Baumugnes), les Chroniques sont avant tout, aux dires mêmes de Giono, des "récits à la première personne" dans lesquels la question de savoir qui raconte est primordiale. En effet, une des principales innovations des Chroniques est l'éclatement de la voix narrative : non seulement ce sont des narrations à la première personne, mais les récits comptent souvent plusieurs narrateurs-gigognes (c'est emblématiquement le cas d'Un roi sans divertissement où le narrateur-enquêteur délègue sa voix à Saucisse, à des vieillards...), ou divers narrateurs se contredisant (comme dans Les Âmes fortes).
Dans la préface de 1962, Giono désigne les divers narrateurs des Chroniques comme autant de « récitants ». Or, comme le souligne Denis Labouret, « déléguer la fonction narratrice à un récitant, c’est accepter du même coup qu’il soit réticent » : d'où tout un jeu avec la régulation de l'information narrative. Les Chroniques illustrent ainsi très bien les mots d'Omar Prego à Julio Cortázar : « […] dans la littérature moderne, tout narrateur est un personnage suspect ».

### Le «style récit[19]»
« Si l’on cherche à définir le caractère des Chroniques, il n’est [...] pas absurde de commencer par leur style » explique Robert Ricatte. « Dans l’esprit de Giono, explique toujours Robert Ricatte, la chronique, c’est d’abord un style narratif ». Giono a en effet pu parler, dans ses carnets d'un « style récit » pour désigner l'écriture qu'il se fixe pour les Chroniques. Ce sont ainsi « récits d'un style rapide, proche de la langue parlée, avare en images en descriptions ». La critique a globalement noté une série de faits de langue qui permettent de montrer un certain changement stylistique par rapport à la langue du Giono d'avant-guerre : une plus grande place laissée à l'ellipse, une prose plus sèche et moins imagée, une grande attention à une typographie énonciative forte (parenthèses, italiques), un jeu constant avec les proverbes et les expressions populaires...
Génétiquement, les Chroniques se distinguent assez bien du cycle du Hussard, dont la plupart des opus ont été longs, voire très longs, à écrire alors que les Chroniques ont toujours été écrites assez vite par Giono. Mais cette distinction n'est vraie qu'en général : Le Moulin de Pologne a ainsi mis deux ans à être achevé...

## LesChroniques, un projet plus qu'un ensemble strict et rigide
Pierre Citron a rappelé que, dans l'œuvre de Giono, toute délimitation trop rigide entre des ensembles est arbitraire et excessive, dans la mesure où pour Giono, « un projet n’a souvent de valeur que dans le moment où il le forme ». Au-delà des contours flous de l'ensemble, Pierre Citron montre que tous les critères qui servent généralement à définir les Chroniques ne parviennent jamais tout à fait à isoler cet ensemble du reste de la production gionienne.
« Pour les chroniques, Giono, en 1946 et plus tard en 1962, a dégagé dans l'abstrait une allure, un ton, une coloration du récit, mais chacun des romans qu'il a mis dans les Chroniques a pris son existence autonome et a emporté le romancier bien loin des cadres où s'était exprimée l'intuition d'une théorie plus tard abandonnée en fait. » C'est donc un ensemble qu'il faut appréhender de façon souple, en gardant en mémoire ce que disait Gérard Genette dans Figures III : « il me paraitrait fâcheux de chercher l'"unité" à tout prix, et par là de forcer la cohérence de l'œuvre - ce qui est, on le sait, l'une des plus fortes tentations de la critique, l'une des plus banales (pour ne pas dire des plus vulgaires), et aussi l'une des plus aisées à satisfaire, n'exigeant qu'un peu de rhétorique interprétative. »
Il faut aussi rappeler Giono a parlé à de nombreuses reprises des liens entre les Chroniques et le cycle du Hussard, au point d'envisager de fusionner les deux.

## Liste des Chroniques
| Dans l'édition illustrée de 1962 préfacée par Giono                                               | Selon Mireille Sacotte dans la collection « Quarto » |
| ------------------------------------------------------------------------------------------------- | ---------------------------------------------------- |
| Un Roi sans divertissement                                                                        | Un Roi sans divertissement                           |
| Noé                                                                                               | Les Âmes fortes                                      |
| Le Moulin de Pologne                                                                              | Les Grands chemins                                   |
| Les Âmes fortes                                                                                   | Le Moulin de Pologne                                 |
| Les Grands chemins                                                                                | Deux cavaliers de l'orage                            |
| Deux nouvelles des Récits de la Demi-Brigade : -La nuit du 24 décembre 1826 -Une histoire d'amour | Ennemonde et autres caractères                       |
|                                                                                                   | L'Iris de Suse                                       |
|                                                                                                   | Noé                                                  |

L'inclusion du recueil de nouvelles Faust au village dans l'ensemble pose question : aucune édition ne l'inclue explicitement dans les Chroniques mais beaucoup de commentateurs reconnaissent qu'on y trouve toutes les grandes caractéristiques de ces textes : rédigé en 1948 (la nouvelle "Le mort" est l'ébauche des Âmes fortes), centré sur le Trièves et ses villages, chroniques villageoises noires...
La question se pose également pour Deux Cavaliers de l'orage : ni Giono ni Robert Ricatte ne le mentionne, mais Henri Godard soutient pour sa part que « Deux Cavaliers de l'orage est en réalité la première de ces Chroniques », notamment pour son ouverture centrée sur la famille des Jason dans les Hautes Collines (et non pas sur une longue description du village comme l'avait d'abord prévu Giono) et pour ses innovations narratives centrées sur les voix.